# Strade di categoria A dell'Irlanda del Nord
Di seguito è riportato un elenco delle strade di categoria A dell'Irlanda del Nord. Nel 2023, le strade A costituivano l'8,9% di tutte le strade dell'Irlanda del Nord.
| Strada                         | Da                                  | A                                   | Note |
| ------------------------------ | ----------------------------------- | ----------------------------------- | --- |
| A1                             | Belfast                             | Killeen                             | Attraversa Lisburn e Newry. È parte dell'itinerario principale che collega Belfast a Dublino. Superato il confine, diventa la strada nazionale 1 |
| A2                             | Derry                               | Newry                               | Strada costiera che attraversa Limavady, Coleraine, Portrush, Ballycastle, Larne, Carrickfergus, Belfast, Bangor, Portaferry, Strangford e Warrenpoint. Tra Portaferry e Strangford è necessario utilizzare il traghetto per attraversare lo Strangford Lough |
| Strada A3 (Irlanda del Nord)   | Lisburn                             | Cavan                               | Attraversa Craigavon e Armagh. Passato il confine, dopo Middletown, diventa la strada nazionale 12 fino a Monaghan, e poi la strada nazionale 54 fino a Butlersbridge, passando per la parte meridionale della contea di Fermanagh                            |
| Strada A4 (Irlanda del Nord)   | Portadown                           | Belcoo                              | La tratta tra The Birches e il termine della motorway M1 non esiste. Attraversa Dungannon e Enniskillen. Superato il confine, diventa la strada nazionale 16 fino a Sligo                                                                                     |
| Strada A5 (Irlanda del Nord)   | Derry                               | Aughnacloy                          | Attraversa Strabane e Omagh. Superato il confine, dopo Aughnacloy, diventa la strada nazionale 2 fino a Dublino |
| Strada A6 (Irlanda del Nord)   | Derry                               | Belfast                             | Attraversa Dungiven, Antrim e Glengormley |
| Strada A7 (Irlanda del Nord)   | Carryduff                           | Downpatrick                         | Attraversa Saintfield |
| A8                             | Glengormley                         | Larne                               | Attraversa Ballynure |
| Strada A11 (Irlanda del Nord)  | circonvallazione interna di Belfast | circonvallazione interna di Belfast | |
| Strada A12 (Irlanda del Nord)  | Belfast (Broadway)                  | Belfast (York Street)               | Tratta di penetrazione urbana della motorway M1 |
| Strada A20 (Irlanda del Nord)  | Belfast (Bridge End)                | Portaferry                          | Attraversa Dundonald e Newtownards |
| Strada A21 (Irlanda del Nord)  | Bangor                              | Ballynahinch                        | Attraversa Newtownards e Comber e Ballygowan |
| Strada A22 (Irlanda del Nord)  | Dundonald                           | Downpatrick                         | Attraversa Comber, Killinchy e Killyleagh |
| Strada A23 (Irlanda del Nord)  | Belfast                             | Ballygowan                          | Attraversa Moneyreagh |
| Strada A24 (Irlanda del Nord)  | Belfast (Cromac Street)             | Clough                              | Attraversa Carryduff e Ballynahinch |
| Strada A25 (Irlanda del Nord)  | Strangford                          | Altnamackan                         | Attraversa Downpatrick, Clogh, Rathfriland, Newry e Newtownhamilton. Superato il confine, diventa la strada R182 fino a Castleblayney |
| Strada A26 (Irlanda del Nord)  | Coleraine                           | Banbridge                           | Attraversa Coleraine, Ballymena, Antrim, Moira, Craigavon (Lurgan) e Warringstown |
| Strada A27 (Irlanda del Nord)  | Newry                               | Portadown                           | |
| Strada A28 (Irlanda del Nord)  | Newry (Sheepsbridge)                | Aughnacloy                          | Attraversa Markethill, Armagh e Caledon |
| Strada A29 (Irlanda del Nord)  | Portrush                            | Ballymaclosha                       | Attraversa Maghera, Cookstown, Dungannon, Armagh, Keady e Newtownhamilton. Superato il confine, diventa la strada R177 fino a Dundalk |
| Strada A30 (Irlanda del Nord)  | Lisburn                             | Glenavy                             | |
| Strada A31 (Irlanda del Nord)  | Moneymore                           | Castledawson                        | |
| Strada A32 (Irlanda del Nord)  | Omagh                               | Swanlinbar                          | Attraversa Enniskillen. Superato il confine, diventa la strada nazionale 87 |
| Strada A34 (Irlanda del Nord)  | Maguiresbridge                      | Clones                              | Attraversa Lisnaskea e Newtownbutler. Superato il confine, diventa la strada R183 |
| Strada A35 (Irlanda del Nord)  | Irvinestown                         | Pettigo                             | Attraversa Kesh. Superato il confine, diventa la strada R234 |
| Strada A36 (Irlanda del Nord)  | Ballykeel                           | Ballyrickard                        | Attraversa Moorfields e Killwaughter |
| (Londonderry)                  | Macosquin                           | Limavady                            | |
| (Armagh)                       | Dundalk                             | Castleblayney                       | Superato il confine, diventa la strada nazionale 53 |
| Strada A38 (Irlanda del Nord)  | Strabane                            | Lifford                             | Superato il confine, diventa la strada nazionale 15 |
| Strada A40 (Irlanda del Nord)  | Derry                               | Carrigans                           | Superato il confine, diventa la strada R236 fino a Stranorlar |
| Strada A42 (Irlanda del Nord)  | Maghera                             | Carnlough                           | Attraversa Portglenone, Ahoghill, Galgorm, Ballymena e Broughshane |
| Strada A43 (Irlanda del Nord)  | Ballymena                           | Glenarriff                          | Attraversa Martinstown |
| Strada A44 (Irlanda del Nord)  | Ballycastle                         | A26 north of Cloughmills            | Attraversa Armoy |
| Strada A45 (Irlanda del Nord)  | Granville                           | Tamnamore                           | Attraversa Dungannon e Coalisland |
| Strada A46 (Irlanda del Nord)  | Enniskillen                         | Belleek                             | Superato il confine, diventa la strada nazionale 3 fino a Ballyshannon |
| Strada A47 (Irlanda del Nord)  | Enniskillen (Trory)                 | Belleek                             | Attraversa Killadeas, Lisnarick, Kesh, Boa Island e Leggs |
| Strada A48 (Irlanda del Nord)  | Newtownards                         | Donaghadee                          | Attraversa Six Road Ends |
| Strada A49 (Irlanda del Nord)  | Lisburn                             | Ballynahinch                        | |
| Strada A50 (Irlanda del Nord)  | Craigavon (Portadown)               | Newcastle                           | Attraversa Gilford, Banbridge, Katesbridge e Castlewellan |
| Strada A51 (Irlanda del Nord)  | Gilford                             | Armagh                              | Attraversa Tandragee e Hamiltonsbawn |
| Strada A52 (Irlanda del Nord)  | Belfast (Carlisle Circus)           | Crumlin                             | Attraversa Nutt's Corner |
| Strada A54 (Irlanda del Nord)  | Castledawson                        | Coleraine                           | Attraversa Bellaghy e Kilrea |
| Strada A55 (Irlanda del Nord)  | circonvallazione esterna di Belfast | circonvallazione esterna di Belfast | |
| Strada A57 (Irlanda del Nord)  | Aeroporto internazionale di Belfast | Ballynure                           | Attraversa Templepatrick e Ballyclare |
| Strada A76 (Irlanda del Nord)  | M1                                  | Lurgan (Church Place)               | |
| Strada A99 (Irlanda del Nord)  | Millennium Way (Lurgan)             | Millennium Way (Lurgan)             | |
| Strada A101 (Irlanda del Nord) | M1                                  | Sprucefield (Lisburn)               | |
| Strada A221 (Irlanda del Nord) |                                     |                                     | Bridge Street e Newtownards Road a Comber, designate quando è stata aperta la tangenziale A21 Comber Bypass nel 2004. Ufficialmente note come A211, ma segnalate come A221.                                                                                   |
| Strada A371 (Irlanda del Nord) |                                     |                                     | Varie strade nel centro di Limavady, designate quando è stata aperta la tangenziale A37 Limavady Bypass nel 2004. |
| Strada A501 (Irlanda del Nord) | Belfast                             | A30                                 | |
| Strada A505 (Irlanda del Nord) | Omagh                               | Cookstown                           | Attraversa Mountfield |
| Strada A509 (Irlanda del Nord) | Enniskillen                         | Belturbet                           | Superato il confine, diventa la strada nazionale 3 dopo Derrylin |
| Strada A510 (Irlanda del Nord) | Belfast (Cromac Street)             | Ballymacarrett (Albertbridge Road)  | Precedentemente classificata come "A20" |
| Strada A512 (Irlanda del Nord) |                                     |                                     | Strada di scorrimento che bypassa il centro di Dunmurry lungo la A1 |
| Strada A513 (Irlanda del Nord) | Ballymacash                         | Derriaghy                           | |
| Strada A514 (Irlanda del Nord) | circonvallazione di Derry           | circonvallazione di Derry           | |
| Strada A515 (Irlanda del Nord) | circonvallazione di Derry           | circonvallazione di Derry           | |
| Strada A519 (Irlanda del Nord) | Tonagh                              | Ballymacash                         | |
| Strada A520 (Irlanda del Nord) | Ballymacash                         | Knockmore                           | |
| Strada A522 (Irlanda del Nord) | Antrim (Dublin Road)                | Antrim (Belmont Road)               | In precedenza parte del tratto della strada A6 passante dal centro di Antrim |
| Strada A523 (Irlanda del Nord) | Ballymena (Town Centre)             | Ballymena (Ballee Roundabout)       | In precedenza parte del tratto della strada A26 passante dal centro di Ballymena |

## Strade declassate
| Strada                         | Da                        | A                               | Note |
| ------------------------------ | ------------------------- | ------------------------------- | --- |
| Strada A33 (Irlanda del Nord)  | Newtownbutler             | Clonmackan                      | Diventata parte della strada A34 negli anni '70 del XX secolo. |
| Strada A39 (Irlanda del Nord)  | Maguiresbridge            | Lisnaskea                       | Diventata parte della strada A34 |
| Strada A53 (Irlanda del Nord)  | Cookstown                 | Orritor                         | |
| Strada A68 (Irlanda del Nord)  | Belfasta (High Street)    | Belfast (stazione di York Road) | attraversa Corporation Street. Ora parte della strada A2 |
| Strada A500 (Irlanda del Nord) | Belfast (Donegall Square) | Belfast (Whitla Street)         | La parte settentrionale della strada è ora parte della A2, la parte meridionale non è più classificata |
| Strada A503 (Irlanda del Nord) | Belfast (Donegall Square) | Belfast (Shaftesbury Square)    | attraversa Howard Street e Great Victoria Street; precedentemente era parte delle strade B38 e B23. Ora è parte delle strade A1 e A11                                                                             |
| Strada A504 (Irlanda del Nord) | Dundonald                 | Newtownbreda                    | Precedentemente era una tratta della strada B205, prima di essere potenziata nell'ambito dei lavori di costruzione della circonvallazione esterna di Belfast. Ora è parte della strada A55                        |
| Strada A508 (Irlanda del Nord) | Antrim                    | Rathbeg                         | Attraversa Belmont Road, Ballycraigy Road e Greystone Road (già B95); una sezione è diventata parte della strada A6, un'altra è parte della strada B518 e Greystone Road è tornata a essere classificata come B95 |

## Altre strade
| Strada                        | Da | A | Note |
| ----------------------------- | -- | - | --- |
| Strada A97 (Irlanda del Nord) |    |   | Questa numerazione è apparsa in alcune mappe degli anni 40 del XX secolo: si tratta, tuttavia, di un errore di battitura per la strada A37 (nella tratta passante da Cullaville) |